# Gerhart M. Riegner
Gerhart Moritz Riegner (Berlino, 12 settembre 1911 – Ginevra, 3 dicembre 2001) è stato un attivista tedesco, segretario generale del Congresso ebraico mondiale dal 1965 al 1983.

## Biografia

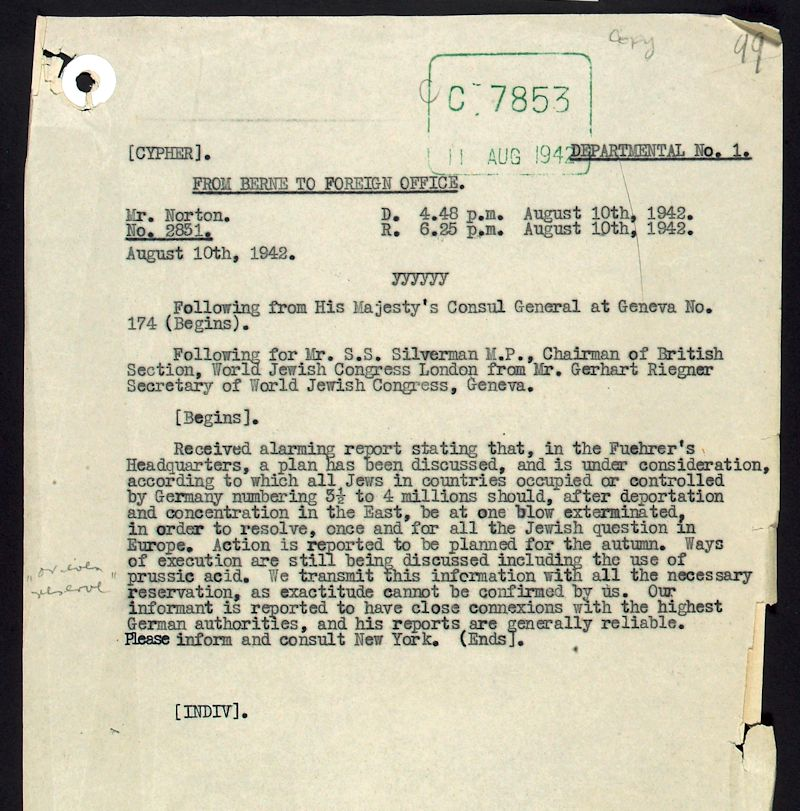
Il telegramma Reigner

L'8 agosto 1942 inviò il famoso telegramma Riegner per via diplomatica a Stephen Samuel Wise, presidente del Congresso ebraico mondiale. Tuttavia, Wise non l'ha ricevuto fino alla fine del mese. La fonte dell'informazione era Eduard Schulte, l'amministratore delegato antinazista dell'importante azienda tedesca Giesche (parte della Silesian-American Corporation) che impiegava funzionari nazisti di alto livello.
Il suo telegramma è stata la prima comunicazione ufficiale sull'Olocausto pianificato.
Il telegramma Riegner recitava in parte: 
I pronipoti sono: Sophie, Frank, Henry e Katherine Riegner.

## Premi e riconoscimenti
Nel 1994 ha ricevuto il Premio Quattro Libertà per la Libertà di Culto.
Nel 2001 Riegner ha ricevuto un dottorato onorario dall'Università di Lucerna.